# Le Beausset
Le Beausset település Franciaországban, Var megyében. Lakosainak száma 10 098 fő (2022. január 1.). Le Beausset Le Castellet, Évenos, Sanary-sur-Mer és Signes községekkel határos.

## Népesség
A település népességének változása:
| Lakosok száma | 9310 | 9488 | 9814 | 9736 | 9790 | 9845 | 9802 | 10 007 | 10 098 |
|               | 2013 | 2015 | 2016 | 2017 | 2018 | 2019 | 2020 | 2021   | 2022   |